# Canoa/kayak ai Giochi della XXIX Olimpiade - Slalom K1 maschile
La prova del K-1 slalom uomini delle olimpiadi di Pechino 2008 si è svolta i giorni 11 e 12 agosto 2008 allo Shunyi Olympic Rowing-Canoeing Park di Pechino. Hanno partecipato alle fasi di qualificazione 21 atleti. Di seguito sono riportati i risultati.

## Programma
Tutti gli orari seguono il fuso orario cinese (UTC+8)
| Data                     | Ora         | Round                    |
| ------------------------ | ----------- | ------------------------ |
| Lunedì, 11 agosto, 2008  | 15:50-16:50 | Qualificazioni 1° manche |
| Lunedì, 11 agosto, 2008  | 17:42-18:40 | Qualificazioni 2° manche |
| Martedì, 12 agosto, 2008 | 15:40-16:40 | Semifinali               |
| Martedì, 12 agosto, 2008 | 17:17-18:00 | Finale                   |

## Risultati

### Qualificazioni
| Pos. | Nome                  | Nazione     | Qualificazioni | Qualificazioni | Qualificazioni |
| Pos. | Nome                  | Nazione     | 1° Manche      | 2° Manche      | Totale         |
| ---- | --------------------- | ----------- | -------------- | -------------- | -------------- |
| 1    | Peter Kauzer          | Slovenia    | 81.79          | 84.70          | 166.49         |
| 2    | Fabien Lefèvre        | Francia     | 85.66          | 82.40          | 168.06         |
| 3    | Daniele Molmenti      | Italia      | 85.13          | 83.46          | 168.59         |
| 4    | Alexander Grimm       | Germania    | 84.90          | 84.36          | 169.26         |
| 5    | Dariusz Popiela       | Polonia     | 85.51          | 85.51          | 171.02         |
| 6    | Helmut Oblinger       | Austria     | 86.21          | 85.54          | 171.75         |
| 7    | Vavřinec Hradilek     | Rep. Ceca   | 85.61          | 86.41          | 172.02         |
| 8    | Benjamin Boukpeti     | Togo        | 90.17          | 82.09          | 172.26         |
| 9    | Campbell Walsh        | Regno Unito | 86.72          | 85.72          | 172.44         |
| 10   | Warwick Draper        | Australia   | 86.28          | 86.30          | 172.58         |
| 11   | Peter Cibak           | Slovacchia  | 86.26          | 86.69          | 172.95         |
| 12   | Guillermo Díez-Canedo | Spagna      | 84.95          | 88.07          | 173.02         |
| 13   | David Ford            | Canada      | 85.35          | 89.49          | 174.84         |
| 14   | Robert Bouten         | Paesi Bassi | 86.26          | 88.90          | 175.16         |
| 15   | Eoin Rheinisch        | Irlanda     | 88.52          | 87.81          | 176.33         |
| 16   | Pablo Mccandless      | Cile        | 88.24          | 88.40          | 176.64         |
| 17   | Michael Kurt          | Svizzera    | 87.58          | 91.08          | 178.66         |
| 18   | Kazuki Yazawa         | Giappone    | 89.82          | 90.05          | 179.87         |
| 19   | Atanas Nikolovski     | Macedonia   | 92.63          | 88.56          | 181.19         |
| 20   | Scott Parsons         | Stati Uniti | 84.91          | 135.63         | 220.54         |
| 21   | Ding Fuxue            | Cina        | 87.47          | 140.92         | 228.39         |

     Qualificati per le semifinali

#### Semifinali
| Pos. | Nome                  | Nazione     | Risultato | Risultato |
| Pos. | Nome                  | Nazione     | Penalità  | Tempo     |
| ---- | --------------------- | ----------- | --------- | --------- |
| 1    | Benjamin Boukpeti     | Togo        | 0         | 86.08     |
| 2    | Warwick Draper        | Australia   | 0         | 86.09     |
| 3    | Fabien Lefèvre        | Francia     | 0         | 87.21     |
| 4    | Alexander Grimm       | Germania    | 0         | 87.31     |
| 5    | Robert Bouten         | Paesi Bassi | 0         | 88.40     |
| 6    | David Ford            | Canada      | 0         | 88.46     |
| 7    | Dariusz Popiela       | Polonia     | 0         | 88.49     |
| 8    | Daniele Molmenti      | Italia      | 2         | 88.56     |
| 9    | Helmut Oblinger       | Austria     | 0         | 88.69     |
| 10   | Eoin Rheinisch        | Irlanda     | 0         | 88.85     |
| 11   | Vavřinec Hradilek     | Rep. Ceca   | 0         | 88.97     |
| 12   | Peter Cibak           | Slovacchia  | 2         | 89.41     |
| 13   | Peter Kauzer          | Slovenia    | 4         | 89.42     |
| 14   | Guillermo Díez-Canedo | Spagna      | 2         | 90.06     |
| 15   | Campbell Walsh        | Regno Unito | 2         | 95.74     |

     Qualificati per la finale

#### Finale
| Pos. | Nome              | Nazione     | Semifinale | Semifinale | Finale   | Finale | Totale |
| Pos. | Nome              | Nazione     | Penalità   | Tempo      | Penalità | Tempo  | Totale |
| ---- | ----------------- | ----------- | ---------- | ---------- | -------- | ------ | ------ |
|      | Alexander Grimm   | Germania    | 0          | 87.31      | 0        | 84.39  | 171.70 |
|      | Fabien Lefèvre    | Francia     | 0          | 87.21      | 0        | 86.09  | 173.30 |
|      | Benjamin Boukpeti | Togo        | 0          | 86.08      | 0        | 87.37  | 173.45 |
| 4    | Eoin Rheinisch    | Irlanda     | 0          | 88.85      | 0        | 88.06  | 176.91 |
| 5    | Warwick Draper    | Australia   | 0          | 86.09      | 0        | 91.76  | 177.85 |
| 6    | David Ford        | Canada      | 0          | 88.46      | 2        | 89.89  | 178.35 |
| 7    | Helmut Oblinger   | Austria     | 0          | 88.69      | 2        | 90.14  | 178.83 |
| 8    | Dariusz Popiela   | Polonia     | 0          | 88.49      | 0        | 91.19  | 179.68 |
| 9    | Robert Bouten     | Paesi Bassi | 0          | 88.40      | 50       | 139.59 | 227.99 |
| 10   | Daniele Molmenti  | Italia      | 2          | 88.56      | 52       | 142.37 | 230.93 |